# Melcon Peak
Der Melcon Peak ist ein vereister und 2500 m hoher Berg im ostantarktischen Viktorialand. Er ragt 1,8 km südlich des Shapeless Mountain auf. Seine Südflanke ist gekennzeichnet durch einen keilförmigen Felsvorsprung
Das Advisory Committee on Antarctic Names benannte ihn 2004 nach Mark Melcon (* 1950), Zimmerer auf der McMurdo-Station bei 23 Feldforschungskampagnen. 